# Ambassa
Ambassa è una suddivisione dell'India, classificata come census town, di 6.052 abitanti, capoluogo del distretto di Dhalai, nello stato federato del Tripura. In base al numero di abitanti la città rientra nella classe V (da 5.000 a 9.999 persone).

## Geografia fisica
La città è situata a 23° 55' 2 N e 91° 50' 50 E e ha un'altitudine di 96 m s.l.m..

## Società

### Evoluzione demografica
Al censimento del 2001 la popolazione di Ambassa assommava a 6.052 persone, delle quali 3.256 maschi e 2.796 femmine. I bambini di età inferiore o uguale ai sei anni assommavano a 784, dei quali 376 maschi e 408 femmine. Infine, coloro che erano in grado di saper almeno leggere e scrivere erano 4.211, dei quali 2.510 maschi e 1.701 femmine.